# Joe Dante
Joseph "Joe" Domenick Dante (Morristown, Nova Jérsei, 28 de Novembro de 1946) é um realizador, produtor e ator estado-unidense.

## Filmografia
- 2010 - American Grindhouse
- 2009 - The Hole 3D
- 2006 - Trapped Ashes
- 2005 - Homecoming
- 2003 - Looney Tunes: Back in Action
- 2003 - Haunted lightscore
- 1998 - Small Soldiers
- 1998 - The Warlord: Battle for the galaxy (TV)
- 1997 - The Second Civil War (TV)
- 1994 - Runaway daughters (TV)
- 1993 - Matinee
- 1990 - Gremlins 2: The New Batch
- 1989 - The'burbs
- 1987 - Amazon Women on the Moon
- 1987 - Innerspace
- 1985 - Explorers
- 1984 - Gremlins
- 1983 - Twilight Zone: The Movie
- 1981 - The Howling
- 1979 - Rock'n'roll high school
- 1978 - Piranha
- 1976 - Hollywood Boulevard
- 1968 - The Movie orgy

## Prémios
- Ganhou o Leopardo de Honra, no Festival de Locarno.